# طرطوف

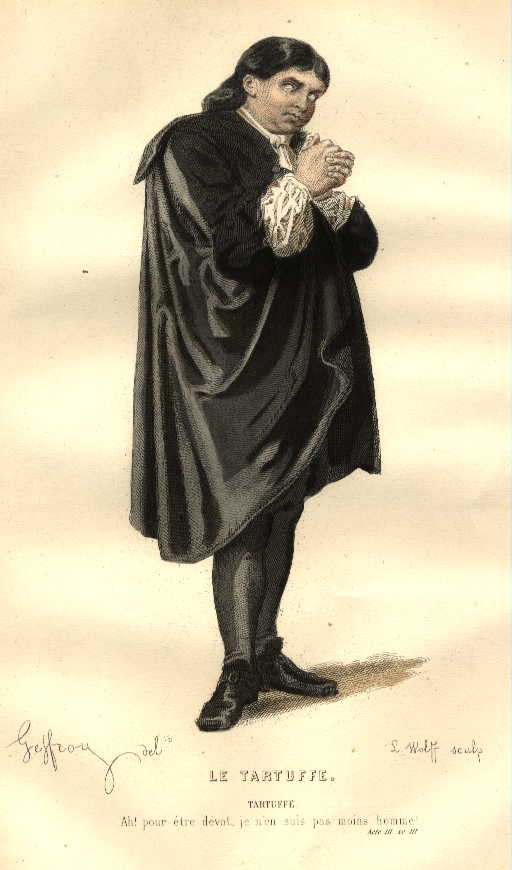
طرطوف المنافق

طرطوف ملهاة تكشف للقارئ الجانب الجديّ من شخصية مؤلفها "موليير"، ذلك الممثل الذي أصاب حظاً وافراً من العلم، واختبر الناس وشؤونهم، وتمرس بالأهوال، واغتنى ذهنه بالمشاهد والصور أثناء رحلاته في أرجاء فرنسا كلها مدة ثلاثة عشر سنة (1645 - 1658)، وعرف كثيراً من العادات واللهجات وشتى ضروب الحياة مما كان له أكبر الأثر في تفهمه لطبيعة الإنسان وعاداته وأخلاقه.

## ملخص القصة
تتناول مادة مسرحية «طرطوف» نقائص الإنسانية وعيوبها، وتعالج مشكلة اجتماعية خطيرة، وهي مشكلة النفاق والتستر بستار الدين ?? حيث تتناول أولئك الذين يتظاهرون بالتقوى والفضيلة. أما الأتقياء المخلصون، فيعترف بسموهم ويرعى حق طهرهم، ولكنه لا يريد لهم أن يفاخروا بتقواهم، ولا أن يخرجوا على حدود العقل بغيرتهم على مصلحة الدين، ولا أن يتشددوا أو يتعصبوا. فإذا ما كان كليانت وفلير يذهبان إلى الكنيسة ليؤديا ما عليهما من فريضة التعبد، فهما لا يقومان بذلك لكي يراهما الناس.
كلام موليير لا يريد لرجال الدين أن يتجسسوا على أحوال الناس وأن يتدخلوا في ما لا يعنيهم